# Krandon (Kota Kudus)
Krandon is een bestuurslaag in het regentschap Kudus van de provincie Midden-Java, Indonesië. Krandon telt 4170 inwoners (volkstelling 2010).